# Australian Open de 2001
O Australian Open de 2001 foi um torneio de tênis disputado nas quadras duras do Melbourne Park, em Melbourne, na Austrália, entre 15 e 28 de janeiro. Corresponde à 33ª edição da era aberta e à 89ª de todos os tempos.

## Finais

### Profissional
| Categoria | Evento    | Campeã(s)(o/ões)               | Vice-campeã(s)(o/ões)            | Resultado          | Chave(s)  | Chave(s)       |
| --------- | --------- | ------------------------------ | -------------------------------- | ------------------ | --------- | -------------- |
| Simples   | Masculino | Andre Agassi                   | Arnaud Clément                   | 6–4, 6–2, 6–2      | principal | qualificatório |
| Simples   | Feminino  | Jennifer Capriati              | Martina Hingis                   | 6–4, 6–3           | principal | qualificatório |
| Duplas    | Masculino | Jonas Björkman Todd Woodbridge | Byron Black David Prinosil       | 6–1, 5–7, 6–4, 6–4 | principal | principal      |
| Duplas    | Feminino  | Serena Williams Venus Williams | Lindsay Davenport Corina Morariu | 6–2, 4–6, 6–4      | principal | principal      |
| Duplas    | Misto     | Corina Morariu Ellis Ferreira  | Barbara Schett Joshua Eagle      | 6–1, 6–3           | principal | principal      |

### Juvenil
| Categoria | Evento    | Campeã(s)(o/ões)                 | Vice-campeã(s)(o/ões)               | Resultado      | Chave(s)  | Chave(s)       |
| --------- | --------- | -------------------------------- | ----------------------------------- | -------------- | --------- | -------------- |
| Simples   | Masculino | Janko Tipsarević                 | Wang Yeu-tzuoo                      | 3–6, 7–5, 6–0  | principal | qualificatório |
| Simples   | Feminino  | Jelena Janković                  | Sofia Arvidsson                     | 6–2, 6–1       | principal | qualificatório |
| Duplas    | Masculino | Ytai Abougzir Luciano Vitullo    | Frank Dancevic Giovanni Lapentti    | 6–4, 7–65      | principal | principal      |
| Duplas    | Feminino  | Petra Cetkovská Barbora Strýcová | Anna Bastrikova Svetlana Kuznetsova | 7–63, 1–6, 6–4 | principal | principal      |